# كردوارة

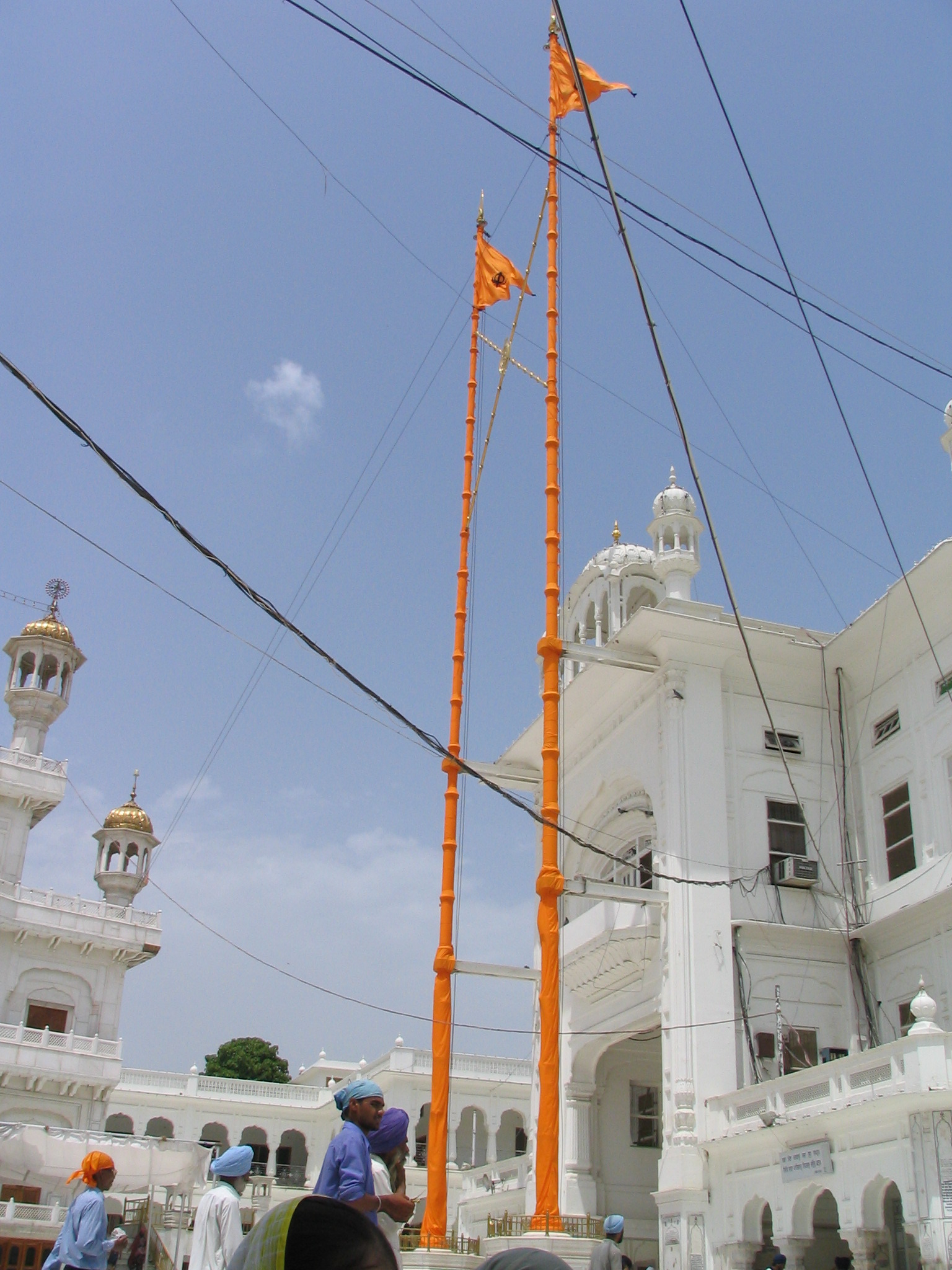
نيشان صاحب على أعمدة معبد هارماندير صاحب ، في أمريتسار.

كردوارة أو الغردوارة (في البنجابية: ਗੁਰਦੁਆਰਾ)، وتعني المدخل إلى المعلم، وهو مكان عبادة السيخ، ولكن الكردوارة مفتوح لجميع الناس من جميع الديانات. من أقسام الكردوارة القاعة الرئيسية والتي تسمى داربار صاحب. يوجد في هذه القاعة النص المقدس للديانة السيخية، والنص المقدس يُوضع في جورو جرانث أو على العرش في مكانة مركزية بارزة. في الكثير من الأحيان يُطبخ في الكردوارة حيث يقدم للناس الطعام مجانا. والكردوارة قد يكون فيه أيضا مكتبة، وروضة أطفال، وفصول دراسية تعليمية. ويمكن تحديد الكردوارة من مسافة بعيدة من خلال الصواري طويلة القامة المبنية على بناء المعبد والتي تحمل عادة نياشين وعلم السيخ. وأكبر كردوارة هو الهيكل الذهبي أو معبد هارماندير صاحب الذي يقع في مدينة أمريتسار في ولاية البنجاب في الهند.